# Mitchelstown Castle
Mitchelstown Castle (irisch Caisleán Bhaile Mhistéala) war eine Niederungsburg in Mitchelstown im Norden des irischen County Cork. Dort residierten die Earls of Kingston.

## Geschichte
Weiße Ritter, dunkle Earls ist bis heute der umfangreichste veröffentlichte Bericht über Mitchelstown Castle, das das größte neugotische Haus in Irland war.

### 15. bis 18. Jahrhundert
Im 15. Jahrhundert wurde erstmals von den weißen Rittern eine Burg in Mitchelstown errichtet. Von ihnen fiel sie durch Heirat an die Familie King, Barone und Earls of Kingston. James, der 4. Baron, ließ in den 1730er-Jahren die Burg umfangreich reparieren und modernisieren. Nach seinem Tod 1761 fiel die Burg an seine Enkelin, Caroline Fitzgerald. Diese heiratete ihren Vetter Robert King, Viscount Kingsborough, der ab 1797 der 2. Earl of Kingston war. Die Kings ließen in den 1770er-Jahren den größten Teil der alten Burg abreißen und die Überreste in ein neues Landhaus im palladianischen Stil integrieren, das als ein „Haus mit Flügeln“ beschrieben wurde.

### 19. Jahrhundert
1823 ließ ihr Sohn, George King, 3. Earl of Kingston, das palladianische Haus abreißen, nachdem er es geerbt hatte. Er ließ es durch eine neue Burg ersetzen, das James und George Richard Pain entwarfen. Sie hatte 60 Paradeschlafzimmer und 20 untergeordnete Schlafzimmer, eine 30 Meter lange Galerie, drei Bibliotheken, einen Morgenraum, einen Speisesaal (der bis zu 100 Personen aufnehmen konnte) und verschiedene andere Einrichtungen.
Mitchelstown Castle war das größte neugotische Gebäude in Irland und verursachte Baukosten von £ 100.000. Es war in seiner Zeit geschmacksbildend und beeinflusste viele größere irische Burgen, wie Strancally Castle und Dromoland Castle von Lord Inchiquin.
Das 40.000 Hektar große Anwesen von Mitchelstown kam in große finanzielle Schwierigkeiten, welche die Besitzer nach der großen Hungersnot 1845–1851 zum Verkauf von 28.000 Hektar Land zwangen. Weitere Schwierigkeiten erwuchsen aus internen Familienstreitigkeiten, Gerichtsprozessen und dem Land War in den 1880er-Jahren, in welchem das Anwesen eine bedeutende Rolle spielte.

### 20. Jahrhundert
Im Juni 1922 wurde die Burg von der IRA besetzt. Der damalige Besitzer, William Downes Webber (zweiter Gatte von Anna, verwitwete Countess of Kingston), seine Verwandten und Diener wurden in Häuser am nahegelegenen King Square „ausgewiesen“. Die folgenden Wochen wurde die Burg von der IRA gehalten, die sie auf eine Art Belagerung vorzubereiten schien. Anfang August wurde die Einrichtung des Gebäudes von einigen IRA-Mitgliedern gestohlen, darunter auch Gemälde von Thomas Gainsborough und William Beechey, sowie Silber, Möbel, Wandbehänge und Kaminschirme.
Am 12. August 1922 wurde Mitchelstown Castle auf Befehl eines örtlichen IRA-Führers niedergebrannt. Dessen Vater und Großvater waren Händler auf dem Anwesen der Earls of Kingston gewesen. Gleichzeitig wurden die Kasernen in Fermoy, Mallow, Mitchelstown und Kilworth niedergebrannt, ebenso wie das Militärkrankenhaus in Fermoy, das Arbeitshaus in Mitchelstown, die RIC-Kaserne in Mitchelstown und die Eisenbahnbrücke in Mallow.
Danach machte William Downes Webber beim Irish Free State einen Schaden von insgesamt £ 149.000 für den Wiederaufbau und £ 18.000 für die Einrichtung geltend. Er wollte die Burg wiederaufbauen lassen, falls er ausreichend Schadensersatz erhalten sollte. Nach seinem Tod 1924 verfolgte Colonel W. A. King-Harman diese Forderung bei irischen Gerichten weiter. Richter Kenny vom Obersten Gericht in Irland stellte 1926 fest, dass der Brand von Mitchelstown Castle ein Akt mutwilliger Zerstörung ohne militärischen Zweck war. Er sprach dem Rechtsnachfolger eine Schadenersatzsumme von £ 27.500 für das Gebäude und die gesamten eingeklagten £ 18.000 für die Einrichtung zu. Der größte Teil dieses Geldes wurde in den Bau von Ersatzimmobilien in Dublin gesteckt, da King-Harman meinte, dass die Summe zu gering war, um die Burg neu aufzubauen.
Die Bausteine von Mitchelstown Castle wurden später an die Zisterziensermönche von Kloster Mount Malleray verkauft, die sie zum Bau einer neuen Abtei verwendeten.
In den 1940er-Jahren ließ die Landwirtschaftkooperative von Mitchelstown auf dem Gelände der ehemaligen Burg eine Milchverarbeitungsanlage errichten, die sie zusammen mit einigen Ländereien des Landgutes erwarben. Das Anwesen gehört heute der Dairygold Co-op. Das Wappen von Mitchelstown Castle gehört heute einem örtlichen Schriftsteller und soll in der neuen öffentlichen Bibliothek der Stadt aufgestellt werden, die auch eine Abteilung für Ortsgeschichte und speziell für die Geschichte von Mitchelstown Castle und ihrer Besitzer enthalten soll.